# جون غروغان
جون غروغان (بالإنجليزية: John Grogan)‏ هو صحفي وكاتب أمريكي، ولد في 20 أبريل 1958 في ديترويت في الولايات المتحدة.

## وصلات خارجية
- جون غروغان على موقع IMDb (الإنجليزية)
- جون غروغان على موقع قاعدة بيانات الفيلم (الإنجليزية)